# Texas-Baumwollschwanzkaninchen
Das Texas-Baumwollschwanzkaninchen (Sylvilagus robustus) ist eine Säugetierart aus der Gattung der Baumwollschwanzkaninchen innerhalb der Hasenartigen. Sein Verbreitungsgebiet umfasste ursprünglich einzelne Gebirgszüge in New Mexico, Texas und im Bundesstaat Coahuila, Mexiko. Das heutige Verbreitungsgebiet ist jedoch wahrscheinlich auf die Davis Mountains in Texas beschränkt, während die Art in den anderen Regionen wohl ausgestorben ist. Die verbliebenen Bestände reagieren offenbar sehr empfindlich auf Trockenheit, zudem bestehen weitere Gefährdungen durch Lebensraumzerstörung. Das Texas-Baumwollschwanzkaninchen wird von der International Union for Conservation of Nature and Natural Resources (IUCN) als stark gefährdet (endangered) eingestuft.

## Merkmale
Das Texas-Baumwollschwanzkaninchen entspricht in Größe und Aussehen dem Florida-Waldkaninchen (Sylvilagus floridanus), als dessen Unterart es ursprünglich betrachtet wurde. Es ist eine mittelgroße Art seiner Gattung mit einer Kopf-Rumpf-Länge von 37,5 bis 46,3 Zentimeter. Vom Florida-Waldkaninchen lässt es sich eindeutig nur durch verschiedene Schädelmaße und Merkmale der Zähne unterscheiden.

## Verbreitung

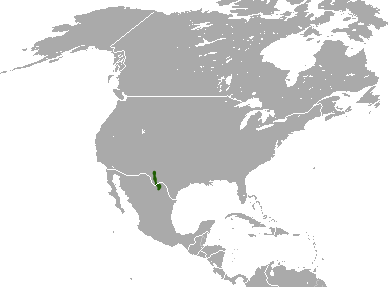
Verbreitungsgebiet des Texas-Baumwollschwanzkaninchens

Ursprünglich war das Texas-Baumwollschwanzkaninchen in den Guadalupe Mountains in Texas und New Mexico, den Chisos Mountains und den Davis Mountains in Texas und der Sierra de la Madera im Bundesstaat Coahuila, Mexiko, anzutreffen. In den Guadalupe Mountains, den Chisos Mountains und in Mexiko gilt die Art heute als ausgestorben, Das Texas-Baumwollschwanzkaninchen kommt heute wahrscheinlich nur noch in den Davis Mountains in Texas vor. Ein Vorkommen von Baumwollschwanzkaninchen soll es in der Sierra del Carmen in Mexiko geben, dabei ist jedoch unklar, um welche Art es sich handelt. 2012 berichteten Nalls et al. allerdings, dass sie Individuen der Art in den Chisos Mountains gesammelt und identifiziert haben und damit außer in den Davis Mountains noch ein zweites Vorkommen existiert.
Die Höhenverbreitung des Texas-Baumwollschwanzkaninchens kommt soweit bekannt nur oberhalb von 1.500 Metern und wird erst über 1.800 Metern häufiger. Bei ausschließlicher Berücksichtigung von Höhenlagen oberhalb 1.675 Meter beträgt die zur Verfügung stehende Fläche mit der von der Art bevorzugten Vegetation in den Davis Mountains etwa 730 Quadratkilometer.

## Lebensweise
Über die Lebensweise des Texas-Baumwollschwanzkaninchens liegen nur sehr wenige Informationen vor. Sein Lebensraum sind die Madrean Pine-Oak Woodlands, subtropische und immergrüne Waldgebiete. Es wird angenommen, dass seine Lebensweise der des Florida-Waldkaninchens sehr ähnlich ist.

## Systematik

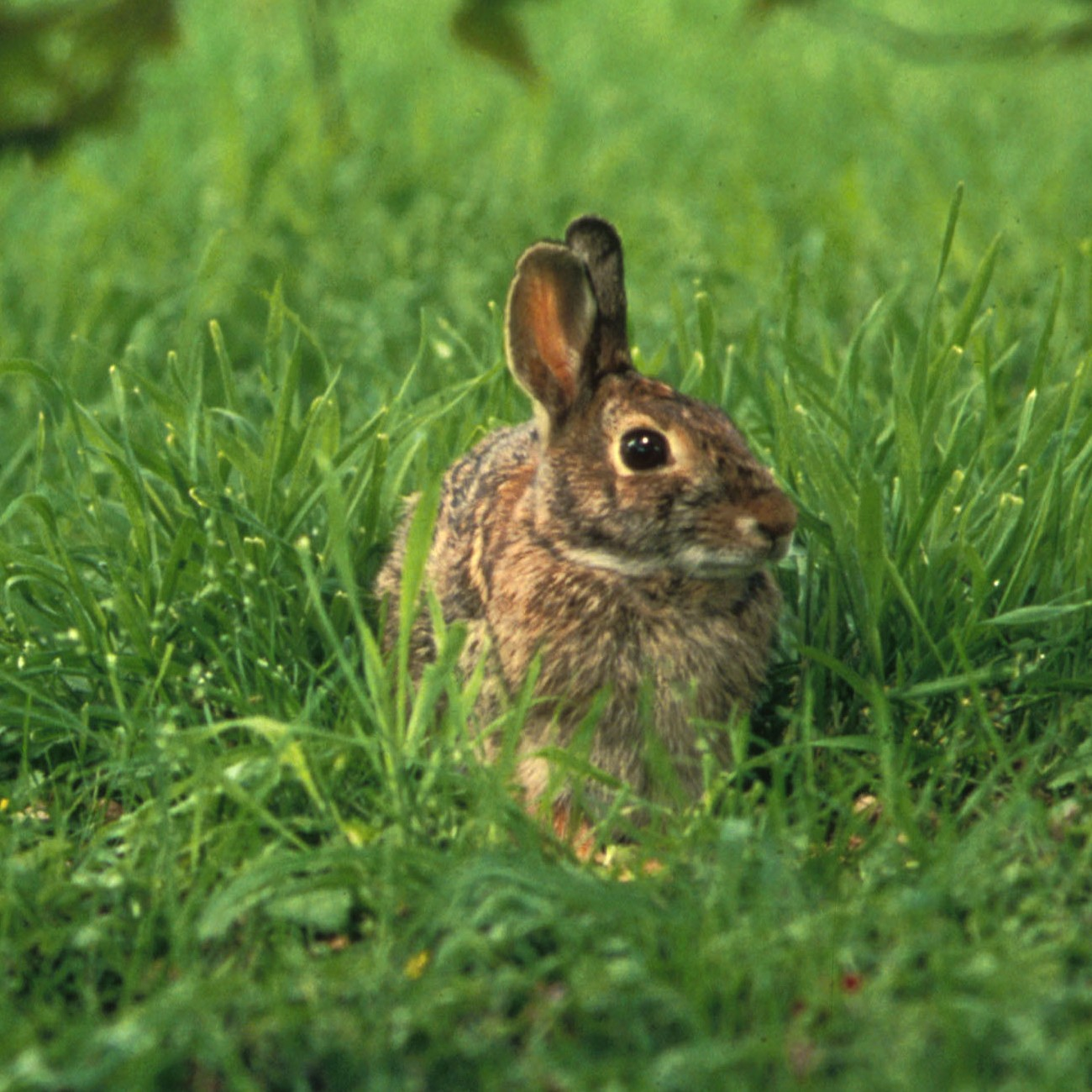
Das Texas-Baumwollschwanzkaninchen wurde ursprünglich als Unterart des hier abgebildeten Florida-Waldkaninchens betrachtet.

Das Texas-Baumwollschwanzkaninchen wird als eigenständige Art den Baumwollschwanzkaninchen (Gattung Sylvilagus) zugeordnet. Ursprünglich galt es als Unterart des Florida-Waldkaninchens (Sylvilagus floridanus). Ruedas 1998 konnte durch morphologische Vergleiche des Schädels und der Zähne verschiedener Unterarten des Florida-Waldkaninchens nachweisen, dass S. robustus ebenso wie Sylvilagus cognatus eigenständige Arten der Gattung sind. 2010 bestätigten Lee et al. die Eigenständigkeit der Art durch molekularbiologische Untersuchungen.
Innerhalb der Art werden keine Unterarten unterschieden.

## Gefährdung und Schutz
Das Texas-Baumwollschwanzkaninchen wird von der International Union for Conservation of Nature and Natural Resources (IUCN) als „stark gefährdet“ (endangered) eingestuft. Ursprünglich ist die Art von mehreren Höhenzügen bekannt, heute lebt sie wahrscheinlich nur noch in den Davis Mountains und ist in den anderen Regionen ausgestorben und seit den 1960er Jahren wurden keine lebenden Individuen in diesen Gebieten nachgewiesen. In den 1970er Jahren erfolgten zwei unbestätigte Sichtungen in den Guadalupe Mountains. Der letzte Nachweis aus den Davis Mountains, ein auf einer Straße getötetes Tier, stammt von 1997 und war der erste Nachweis nach 20 Jahren.
Die Gesamtfläche des verbliebenen Verbreitungsgebietes in den Davis Mountains beträgt nur etwa 1.815 Quadratkilometer, wobei das für die Kaninchen nutzbare Gebiet wohl nur etwa 730 Quadratkilometer groß ist. Aufgrund von Dürren und anderen Einflüssen kommt es zu großen Fluktuationen der Individuenzahlen und der Anzahl fortpflanzungsfähiger Kaninchen.
Die Hauptbedrohung für die Art geht vor allem von ihrer sehr geringen Individuenzahl und -dichte aus, die sie sehr empfindlich gegenüber Dürren und andere Einflüsse macht. Zugleich nimmt der Lebensraum durch Lebensraumzerstörungen infolge von Urbanisierung und der Ausweitung von Weideflächen ab.

## Belege
1. 1 2 3 4 5 6 7 8 9  Sylvilagus robustus in der Roten Liste gefährdeter Arten der IUCN 2012.2. Eingestellt von: L. Ruedas, Andrew T. Smith, 2008. Abgerufen am 26. November 2012.
2. 1 2 3 4 5  Luis A. Ruedas Systematics of Sylvilagus Gray, 1867 (Lagomorpha: Leporidae) from southwestern North America. Journal of Mammalogy 79 (4), 1998; S. 1355–1378. (JSTOR)
3. ↑  Amy V. Nalls, Loren K. Ammerman, Robert C. Dowler: Genetic and Morphologic Variation in the Davis Mountains Cottontail (Sylvilagus robustus). The Southwestern Naturalist 57 (1), 2012; S. 1–7. (BioOne)
4. ↑  Joseph A. Chapman, Gerardo Ceballos: The Cottontails. In: Joseph A. Chapman, John E. C. Flux (Hrsg.): Rabbits, Hares and Pikas. Status Survey and Conservation Action Plan. (Memento des Originals vom 14. Januar 2009 im Internet Archive)  Info: Der Archivlink wurde automatisch eingesetzt und noch nicht geprüft. Bitte prüfe Original- und Archivlink gemäß Anleitung und entferne dann diesen Hinweis. (PDF; 11,3 MB) International Union for Conservation of Nature and Natural Resources (IUCN), Gland 1990; S. 106. ISBN 2-8317-0019-1.
5. 1 2  Don E. Wilson & DeeAnn M. Reeder (Hrsg.): Sylvilagus robustus in Mammal Species of the World. A Taxonomic and Geographic Reference (3rd ed).
6. ↑  Dana N. Lee, Russell S. Pfau, and Loren K. Ammerman: Taxonomic status of the Davis Mountains cottontail, Sylvilagus robustus, revealed by amplified fragment length polymorphism. Journal of Mammalogy 91 (6), 2010; S. 1473–1483 (BioOne)